# شلال مومزاز

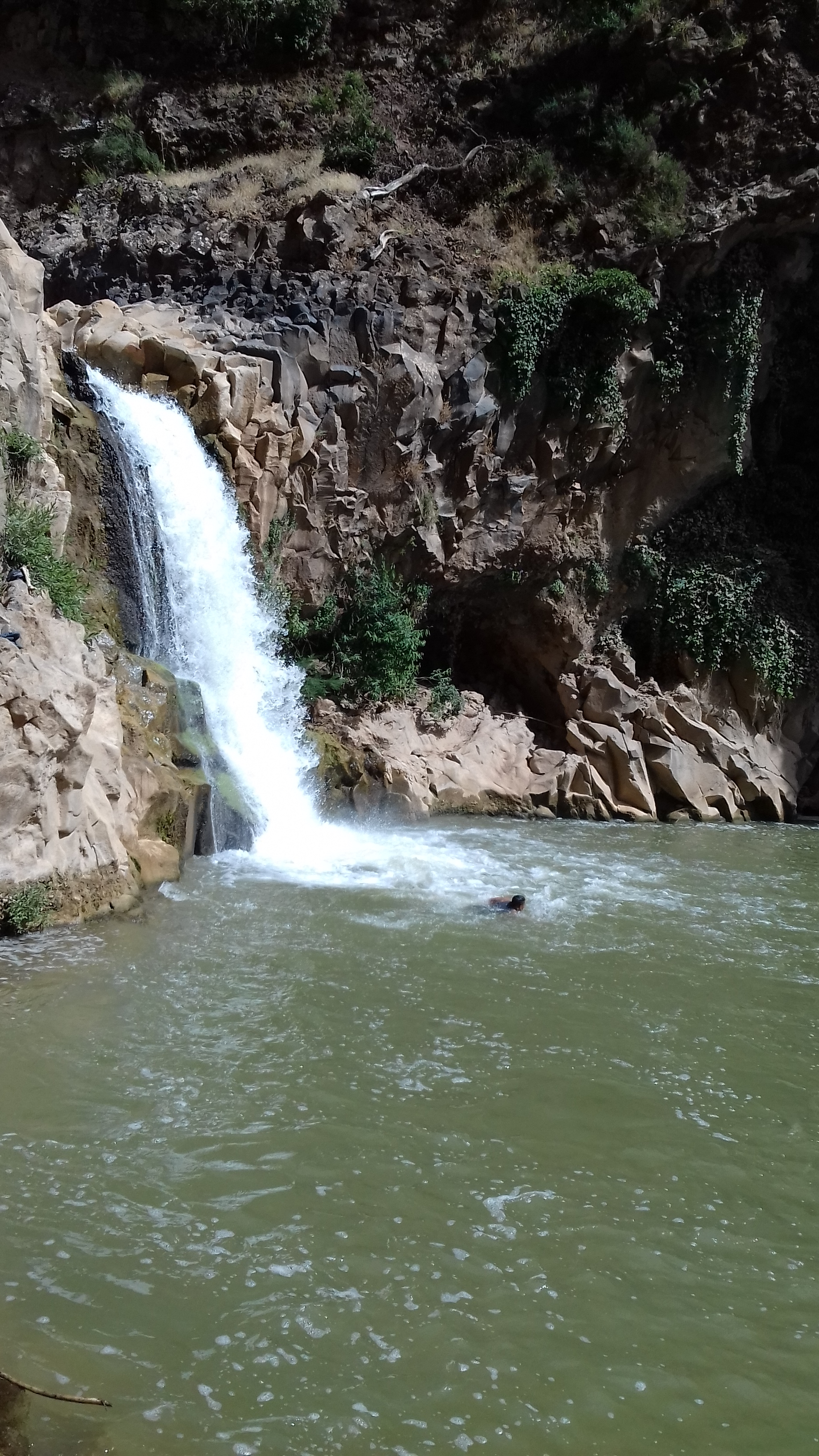
صورة الشلال مومزاز.

شلال مومزاز هو شلال يقع  بالمغرب في إقليم خنيفرة، ويبعد عن مدينة مريرت حوالي 30 كيلومتر ويبعد عن منابع أم الربيع حوالي 3كيلومتر وتدفقه يفوق تدفق شلال أم الربيع بستة مرات. وماكن صب الشلال يكون بحيرة صغيرة قطرها 60متر ويحطوه الجبال من كلى الجانبين. ويعيش في البحيرة كثير من أنواع الأسماك من بينها الشبوط والسمك الازرق والاصفر وترويتا. لكن يعاني من مشكل الطريق حيث الطريق يجب مشيها على الاقدام